# Boesenbergia stenophylla
Boesenbergia stenophylla là một loài thực vật có hoa trong họ Gừng. Loài này được R.M.Sm. mô tả khoa học đầu tiên năm 1987.